# Lucijan Kordić
Lucijan (Ante) Kordić (Grljevići, 9. lipnja 1914. – Široki Brijeg, 16. lipnja 1993.) bio je hrvatski katolički svećenik iz reda franjevaca i pjesnik.

## Životopis
Ušao je u franjevački red 1933. godine. Završio je 1936. gimnaziju u Širokom Brijegu te filozofsko-teološki studij 1940. u Mostaru. Zaređen je 1939. te je zatim službovao kao kapelan po Hercegovini. Zarobljen je 1945. godine kraj Bleiburga te je emigrirao u Italiju.
U Rimu je 1949. apsolvirao slavistiku i romanistiku. Od 1953. pastoralno je djelovao među hrvatskim iseljenicima u Švicarskoj u Fribourgu, Hergiswilu, Baselu i Zürichu. Godine 1970. bio je jedadn od porketača te urednik nakladne kuće ZIRAL. Nakon povratka 1990. u domovinu, živio je u Širokom Brijegu.

## Djela
- „Zemlja” (Rim, 1951.)
- „Od zemlje do neba” (Chicago, 1953.)
- „Pod arkadama neba” (Madrid, 1955.; Mostar 1993.)
- „Crvena dijagonala” (Madrid, 1959.)
- „Kroz plave zore” (Pamplona, 1961.)
- „Exodus” (Buenos Aires, 1964.)
- „Svibi i ribizi” (Rim, 1968.)
- „Livade snova i vjetrova” (1970.; Rim, 1974.²)
- „Plime neizmjerja” (Rim, 1970.)
- „Krateri i gejziri” (Chicago, 1978.)
- „Probuđene tipke” (Chicago, 1984.)
- „Fremde Blumen” (Chicago—Zürich, 1987.)
- „Mučeništvo Crkve u Hrvatskoj” (Chicago, 1988.)
- „Čudo siromašnih koraka” (Zagreb, 1990.)
- „Fragmenti jednoga života” (Chicago, 1994., 1995.²)
- „Pokošeno vrijeme” (Mostar, 1996.)
- „Izabrane pjesme” (Zagreb, 2006.)

### Članci
- Kovačević, Marko; Barić, Joško. 2009. Kordić, Lucijan. Hrvatski biografski leksikon. Zagreb.  journal zahtijeva |journal= (pomoć)